# هاروکا کودو
هاروکا کودو (انگلیسی: Haruka Kudō؛ زادهٔ ۲۷ اکتبر ۱۹۹۹) موسیقی‌دان اهل ژاپن است.